# Neujahrskonzert der Wiener Philharmoniker 1985

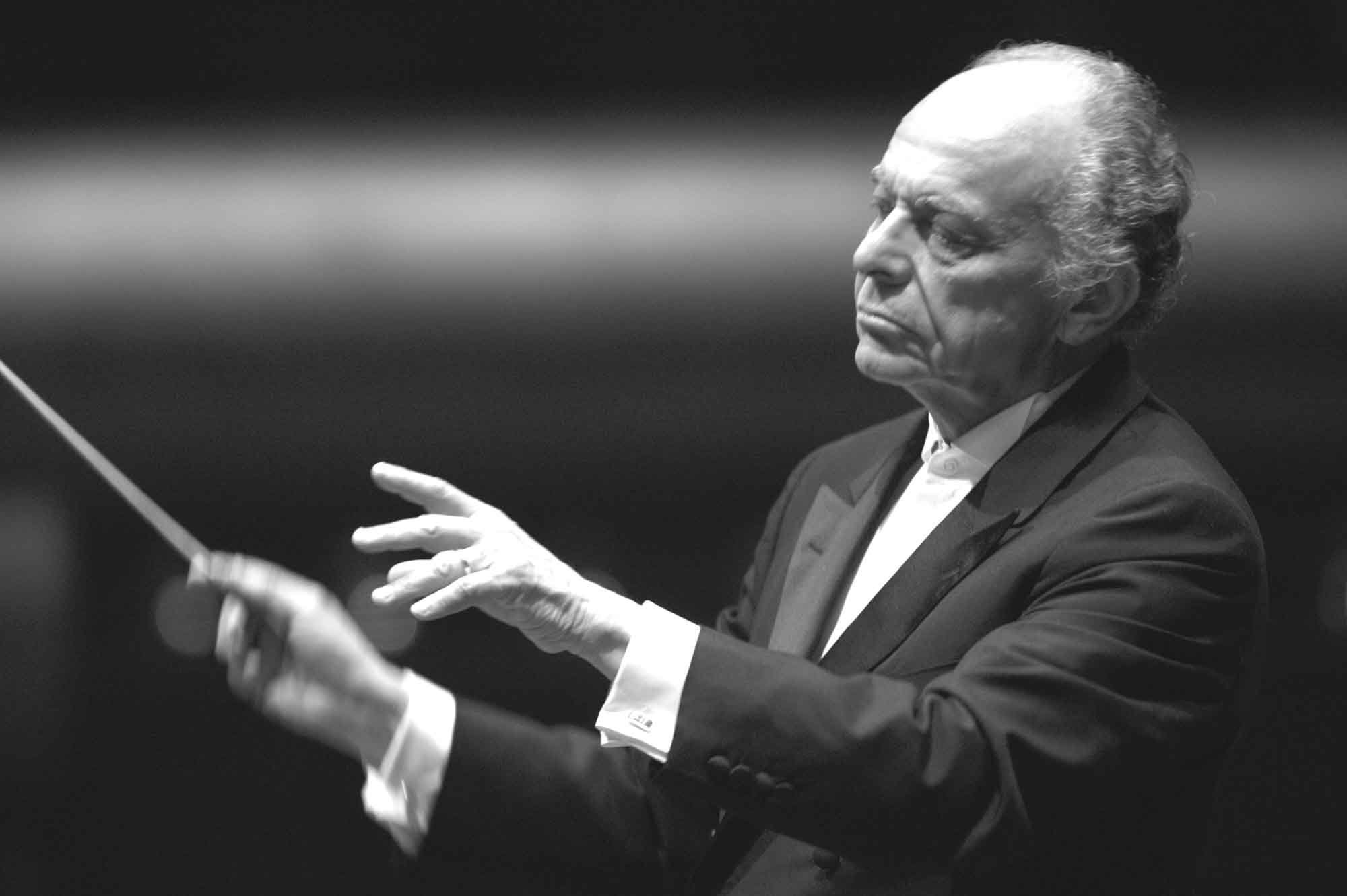
Lorin Maazel (2006)

Das Neujahrskonzert der Wiener Philharmoniker 1985 war das 45. Neujahrskonzert der Wiener Philharmoniker und fand am 1. Jänner 1985 im Wiener Musikverein statt. Dirigent war erneut, zum nunmehr sechsten Mal, Lorin Maazel, der bereits die Neujahrskonzerte 1980 bis 1984 in direkter Nachfolge des legendären Willi Boskovsky geleitet hatte. Er leitete in Folge noch das Neujahrskonzert 1986, mit dem danach folgenden Konzert, dem von 1987, setzte der jährliche Wechsel des ausgewählten bzw. eingeladenen Dirigenten ein.

## Programm

### 1. Teil
1. Johann Strauss (Sohn): Ouvertüre zur Operette Der Zigeunerbaron
2. Josef Strauss: Die Schwätzerin, Polka mazur, op. 144
3. Eduard Strauß: Bahn frei!, Polka schnell, op. 45
4. Josef Strauss: Mein Lebenslauf ist Lieb’ und Lust, Walzer, op. 263
5. Josef Strauss: Im Fluge, Polka schnell, op. 230

### 2. Teil
1. Hector Berlioz: Le Carnaval romain. Ouverture caractéristique, op. 9*
2. Eduard Strauß: Fesche Geister, Walzer, op. 75
3. Johann Strauss (Sohn): Neue Pizzicato-Polka, op. 449
4. Johann Strauss (Vater): Gitana-Galopp, op. 108 (Instrumentation: Max Schönherr)*
5. Josef Strauss: Jokey-Polka, Polka schnell, op. 278
6. Josef Strauss: Transactionen, Walzer, op. 184
7. Johann Strauss (Sohn): Lob der Frauen, Polka mazur, op. 315
8. Johann Strauss (Sohn): Tik-Tak, Polka schnell, op. 365
9. Johann Strauss (Sohn): Kaiser Franz Joseph-Marsch, op. 67 (Instrumentation: Max Schönherr)*

### Zugaben
1. Johann Strauss (Sohn): Banditen-Galopp, op. 378
2. Johann Strauss (Sohn): An der schönen blauen Donau, Walzer, op. 314
3. Johann Strauss (Vater): Radetzky-Marsch, op. 228

Werkliste und Reihenfolge sind der Website der Wiener Philharmoniker entnommen.
 Mit * gekennzeichnete Werke standen erstmals in einem Programm eines Neujahrskonzertes.

## Besetzung (Auswahl)
- Lorin Maazel, Dirigent
- Wiener Philharmoniker